# Liste der amtierenden deutschen Landeswirtschaftsminister
Wirtschaftsminister leiten das die Wirtschaft betreffende Landesministerium in Deutschland.
Momentan bekleiden 16 Personen das Amt eines Wirtschaftsministers, darunter sieben Frauen. Sieben Amtsinhaber gehören der SPD an, vier der CDU sowie jeweils einer der FDP, den Freien Wählern, den Grünen und der Linken. Ein Amtsinhaber ist parteilos.
Die gegenwärtig längste Amtsdauer hat Nicole Hoffmeister-Kraut (CDU, seit Mai 2016, Baden-Württemberg).

Bundesrepublik Deutschland

| Land                   | Name                     | Amtsantritt        | Regierung                        | Partei | Partei       | Bild |
| ---------------------- | ------------------------ | ------------------ | -------------------------------- | ------ | ------------ | ---- |
| Baden-Württemberg      | Nicole Hoffmeister-Kraut | 12. Mai 2016       | Kretschmann II Kretschmann III   |        | CDU          |      |
| Bayern                 | Hubert Aiwanger          | 12. November 2018  | Söder II Söder III               |        | Freie Wähler |      |
| Berlin                 | Franziska Giffey         | 27. April 2023     | Wegner                           |        | SPD          |      |
| Brandenburg            | Daniel Keller            | 11. Dezember 2024  | Woidke IV                        |        | SPD          |      |
| Bremen                 | Kristina Vogt            | 20. August 2019    | Bovenschulte I Bovenschulte II   |        | Die Linke    |      |
| Hamburg                | Melanie Leonhard         | 15. Dezember 2022  | Tschentscher II Tschentscher III |        | SPD          |      |
| Hessen                 | Kaweh Mansoori           | 18. Januar 2024    | Rhein II                         |        | SPD          |      |
| Mecklenburg-Vorpommern | Wolfgang Blank           | 11. Dezember 2024  | Schwesig II                      |        | parteilos    |      |
| Niedersachsen          | Grant Hendrik Tonne      | 20. Mai 2025       | Lies                             |        | SPD          |      |
| Nordrhein-Westfalen    | Mona Neubaur             | 29. Juni 2022      | Wüst II                          |        | B’90/Grüne   |      |
| Rheinland-Pfalz        | Daniela Schmitt          | 18. Mai 2021       | Dreyer III Schweitzer            |        | FDP          |      |
| Saarland               | Jürgen Barke             | 26. April 2022     | Rehlinger                        |        | SPD          |      |
| Sachsen                | Dirk Panter              | 19. Dezember 2024  | Kretschmer III                   |        | SPD          |      |
| Sachsen-Anhalt         | Sven Schulze             | 16. September 2021 | Haseloff III                     |        | CDU          |      |
| Schleswig-Holstein     | Claus Ruhe Madsen        | 29. Juni 2022      | Günther II                       |        | CDU          |      |
| Thüringen              | Colette Boos-John        | 13. Dezember 2024  | Voigt                            |        | CDU          |      |

## Erläuterungen
1. ↑  In den Bundesländern Berlin, Hamburg und Bremen heißt die Regierung  „Senat“, in Bayern und Sachsen „Staatsregierung“, in Rheinland-Pfalz „Ministerrat“ und in den restlichen Bundesländern „Landesregierung“.